# Europacup I hockey mannen 1992
De 19de Europacup I hockey voor mannen werd gehouden van 17 tot en met 20 april 1992 in Amsterdam. Het deelnemersveld bestond uit 8 teams. Uhlenhorst Mülheim won deze editie door in de finale het Spaanse Atlètic Terrassa te verslaan.

## Uitslag poules

### Eindstand Groep A
| Team                     | Pnt | GS | W | G | V | DV | DT | DS |
| ------------------------ | --- | -- | - | - | - | -- | -- | -- |
| 1. Uhlenhorst Mülheim    | 6   | 3  | 3 | 0 | 0 | 9  | 0  | +9 |
| 2. Racing Club de France | 3   | 3  | 1 | 1 | 1 | 5  | 7  | -2 |
| 3. Royal Léopold Club    | 2   | 3  | 0 | 2 | 1 | 5  | 10 | -5 |
| 4. Havant HC             | 1   | 3  | 0 | 1 | 2 | 3  | 5  | -2 |

### Eindstand Groep B
| Team                | Pnt | GS | W | G | V | DV | DT | DS |
| ------------------- | --- | -- | - | - | - | -- | -- | -- |
| 1. Atlètic Terrassa | 6   | 3  | 3 | 0 | 0 | 11 | 5  | +6 |
| 2. HC Bloemendaal   | 4   | 3  | 2 | 0 | 1 | 10 | 6  | +4 |
| 3. Lisnagarvey HC   | 2   | 3  | 1 | 0 | 2 | 3  | 9  | -6 |
| 4. Dinamo Alma Ata  | 0   | 3  | 0 | 0 | 3 | 2  | 6  | -4 |

## Poulewedstrijden

### Vrijdag 17 april 1992
- A Havant - Leopold 2-2 (2-1)
- A Uhlenhorst - Racing Club de France 3-0 (3-0)
- B Atletic Terrassa - Lisnagarvey 3-1 (1-1)
- B Bloemendaal - Alma Ata 2-0 (0-0)

### Zaterdag 18 april 1992
- A Uhlenhorst - Leopold 5-0 (3-0)
- A Havant - Racing Club de France 1-2 (1-0)
- B Atletic Terrassa - Alma Ata 3-2 (1-1)
- B Bloemendaal - Lisnagarvey 6-1 (2-0)

### Zondag 19 april 1992
- A Uhlenhorst - Havant 1-0 (1-0)
- A Leopold - Racing Club de France 3-3 (0-1 )
- B Alma Ata - Lisnagarvey 0-1 (0-1)
- B Bloemendaal - Atletic Terrassa 2-5 (1-5)

### Beslissingswedstrijd poule B
- 3de-4de plaats Alma Ata - Lisnagarvey 0-1 (0-1)

## Finalewedstrijden

### Maandag 20 april 1992
- 7de - 8ste plaats Alma Ata - Havant 0-0 (4-2 wns)
- 5de - 6de plaats Leopold - Lisnagarvey 3-0
- 3de - 4de plaats Bloemendaal - Racing Club de France 2-1 (1-0)
- 1ste - 2de plaats Uhlenhorst - Atletic Terrassa 7-2 (2-1)

## Einduitslag
1.  Uhlenhorst Mülheim 

2.  Atlètic Terrassa 

3.  HC Bloemendaal 

4.  Racing Club de France 

5.  Royal Léopold Club 

6.  Lisnagarvey HC 

7.  Dinamo Alma Ata 

8.  Havant HC